# Encyocrypta kwakwa
Encyocrypta kwakwa – gatunek pająków z infrarzędu ptaszników i rodziny Barychelidae. Występuje endemicznie na Nowej Kaledonii. Zasiedla lasy.

## Taksonomia
Gatunek ten opisany został po raz pierwszy w 1994 roku przez Roberta Ravena na podstawie pojedynczego samca odłowionego w 1993 roku. Jako lokalizację typową wskazano las Kwa Kwa na Île des Pins w nowokaledońskiej gminie L’Île-des-Pins. Epitet gatunkowy wywodzi się od nazwy tej lokalizacji.

## Morfologia
Holotypowy samiec ma ciało długości 13 mm oraz karapaks długości 6,4 mm i szerokości 3,9 mm. Karapaks jest w zarysie prawie jajowaty, ubarwiony pomarańczowobrązowo z ciemniejszą częścią głowową, porośnięty srebrzystobiałym owłosieniem i czarnymi szczecinkami. Jamki karapaksu są krótkie i proste. Szczękoczułki są ciemnoczerwonobrązowe, porośnięte srebrnymi włoskami i czarnymi szczecinkami, pozbawione rastellum. Bruzda szczękoczułka ma 13 zębów na krawędzi przedniej oraz 3 małe ząbki w części środkowo-nasadowej. Szczęki zaopatrzone są w 12–13 spiczastych kuspuli. Odnóża są brązowe z ciemnobrązowymi udami, pozbawione obrączkowania. Pierwsza ich para ma pazurki z dwoma, a ostatnia z jednym szeregiem ząbków. Opistosoma (odwłok) jest z wierzchu brązowa z parzystymi białymi kropkami nieregularnego kształtu, od spodu zaś ciemnobrązowa ze znakiem pośrodku. Nogogłaszczki samca mają wklęśnięte na powierzchni tylno-bocznej cymbium oraz szeroko gruszkowaty bulbus z dwoma przewężeniami przed nasadą embolusa, który to jest krótki, zakręcony i zaopatrzony w trzy lub cztery kile na trzonie.

## Ekologia i występowanie
Pająk ten występuje endemicznie na wyspie Île des Pins należącej do Prowincji Południowej Nowej Kaledonii. Zasiedla tam las Kwa Kwa o powierzchni zaledwie 0,5 ha. Drzewostan jest tam zwarty i zdominowany przez przedstawicieli rodzaju Melaleuca. Jedyny okaz spotkano w rurkowatym oprzędzie skonstruowanym między skałą a odłamaną, martwą gałęzią.